# Abel Laudonio
Abel Laudonio   (Buenos Aires, 30 d'agost de 1938 - Buenos Aires, 12 d'agost de 2014) fou un boxejador retirat argentí guanyador de la medalla de bronze als Jocs Olímpics d'estiu de 1960 en la categoria de pes lleuger.
Laudonio es va convertir en professional el 1961 i va combatre contra Nicolino Locche pel títol sud-americà de pes lleuger. No obstant això, va perdre pels punts.